# Sergio Mayer
Sérgio Mayer Bretón (Cidade do México, 21 de maio de 1966) é um ator e modelo mexicano.

## Biografia
Iniciou sua carreira em 1982 em um grupo musical internacional chamado Chévere no qual ficou durante 4 anos, participando de turnê por alguns países da América Latina. Após este período concluiu sua faculdade de Administração de Empresas.
Foi diretor de diversos programas de televisão, e em 2004 participou da segunda edição do Big Brother Vip, onde ficou em 2° lugar, perdendo para Roxanna Castellanos. Também participou dos programas Papá Soltero e La edad de oro.
Logo após ele encontrou seu maior êxito na carreira, quando formou parte do grupo mexicano Garibaldi, seu atrativo físico lhe permitiu abrir portas no mundo dos espetáculos e as telenovelas mexicanas. Também participou na obra de teatro "Aventurera", no papel de "Bugambilia".
Como empresário é responsável do show "Solo para mujeres", onde vários homens de corpos atléticos dançan em um espetáculos privado para mulheres, o que o tem mantido vigente no meio televisivo no México, pois ele mesmo é um  dos bailarinos.

## Vida pessoal
Mayer teve um relacionamento com a atriz uruguaia Bárbara Mori, com quem tem um filho, Sérgio Mayer Mori, nascido em fevereiro de 1998; o casal se separou em bons termos e são amigos. Atualmente ele é casado com a atriz Issabela Camil, com quem tem duas filhas, Victoria e Antonia.

## Trajetória

### Telenovelas
- Abismo de Pasión (2012) ..... Paolo Landucci
- Hasta que el dinero nos separe (2010) ..... Johnny Alpino "El Catrin"
- Un gancho al corazón (2008) - (2009) ..... Fernando de la Rosa
- Fuego en la sangre (2008)  .....  Román
- La fea más bella (2006 - 2007)  .....  Luiggi Lombardi
- La madrastra  (2005) .....  Carlos Sánchez
- Confidente de secundaria (1996)  ..... Erick

### Produtor e Diretor
- Juro que te amo (2008)
- Papá soltero
- La edad de oro

### Series de televisão
- El Pantera - Temporada III (2009) - Jorge Pinedos "El Divino"
- Vecinos - Temporada II (2007) - Napoleón "Napo"

### Programas
- Me quiero enamorar (2009) ..... Conselhiero

### Reality Show
- Bailando por un sueño segunda temporada
- Big Brother VIP (2004)